# 大清總督于成龍
《大清總督于成龍》是一部中国大陆古装电视剧，由吴子牛导演，成泰燊、王雅捷、印小天、巫刚、修庆、宗峰岩、晋松主演，于2017年首播。2017年6月26日MOD龍華戲劇台播出。

## 劇情大綱
該片敘述清朝一代清官于成龙後半生的故事，從順治18年至康熙23年，經歷山西老家圈地之亂、出仕廣西羅城知縣、湖北黃州知州、知府、福建按察使、福建布政使、直隸巡撫、最後受封兩江總督兼兵部尚書並病逝於任上的傳奇故事。

## 演员表
| 角色     | 演員     |
| 于成龙   | 成泰燊   |
| 石玉兰   | 王雅捷   |
| 柳晋阳   | 修庆     |
| 邢济堂   | 王绘春   |
| 周瑞和   | 巫刚     |
| 邢家良   | 张博宇   |
| 石玉林   | 温浩铎   |
| 雷翠亭   | 晋松     |
| 骆小妹   | 潘小样   |
| 邢家媛   | 王潭     |
| 陈廷敬   | 宗峰岩   |
| 章吉仁   | 赵波     |
| 康亲王   | 王辉     |
| 纳兰明珠 | 王东辉   |
| 赫里     | 鲍日格勒 |
| 康熙帝   | 王俊东   |

## 獎項
- 2018年：《第31屆中國電視劇飛天獎》 - 歷史題材優秀電視劇大獎[3]